# پیشانی‌سفید

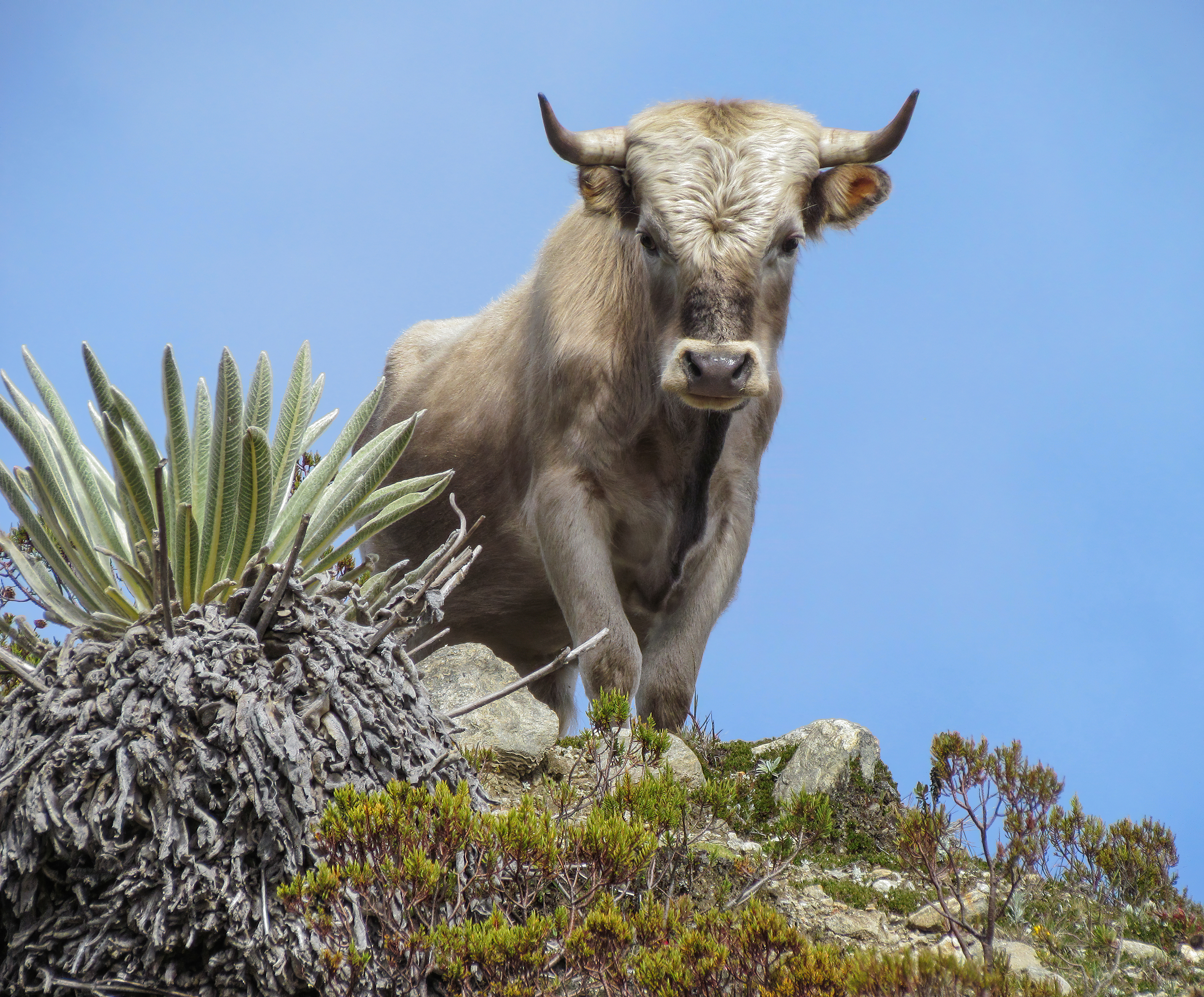
گاو نر وحشی در سیرا نوادا، ونزوئلا

پیشانی‌سفید (به انگلیسی: Maverick) جانوری (معمولاً نوعی گاو) است که نشانی ندارد. این کلمه همچنین برای توصیف فردی است که بدون محدودیت یا دستورالعمل‌های سازمانی عمل می‌کند.
موستانگ طبق تعریف یک اسب پیشانی‌سفید است.
واژهٔ ماوریک از ساموئل ماوریک، دامداری که در میان دیگر ادعاهای شهرتش به دلیل نداشتن نام تجاری گاوهایش بدنام بود، گرفته شده‌است.